# Мартинівка (Миргородський район)
Марти́нівка — село в Україні, в Миргородському районі Полтавської області. Населення становить 579 осіб. Входить до складу Великобудищанської сільської громади.
Після ліквідації Гадяцького району у липні 2020 року увійшло до Миргородського району.

## Географія
Село Мартинівка розташоване на відстані до 1 км від сіл Шадурка, Велике, Морозівщина та Воронівщина.
Поруч пролягає автомобільний шлях Т 1705.

## Історія
- 1859 — дата заснування.
- Село постраждало внаслідок геноциду українського народу, проведеного окупаційним урядом СРСР 1923—1933 та 1946–1947 роках.
- До 2019 року орган місцевого самоврядування — Мартинівська сільська рада.

## Економіка
- АТ «Гадяцьке бурякогосподарство».

## Соціальна сфера
- Дитячий садок «Сонечко».
- Школа.
- Будинок культури.
- Преображенський храм УПЦ